# 流山市立西初石小学校
流山市立西初石小学校（ながれやましりつ にしはついししょうがっこう）は、千葉県流山市西初石四丁目に所在する市立小学校。「西初」の愛称で親しまれている。

## 所在地
- 千葉県流山市西初石4丁目347番地

## 沿革
- 1977年（昭和52年）4月 - 流山市立新川小学校及び流山市立八木北小学校の分離校として開校。
- 2003年（平成15年） - トンボ池完成。
- 2004年（平成16年） - 学校ビオトープが完成。
- 2006年（平成18年） - 創立30周年。10月には、記念式典が行われた。

## 教育目標
「知・徳・体の調和のとれた人間性豊かなたくましい子どもを育てる。－気力のある西初石っ子－」
- めざす子ども像 …人間性豊かなたくましい子…
- めざす教師像 …教育力の高い教師…
- めざす学校像 …気力のある学校…

## 主な行事
- 入学式
- 一年生を迎える会
- 校外学習
- 運動会
- 林間学園
- 修学旅行
- 学習発表会・PTAバザー(コロナの関係で一時休止中）
- 六年生を送る会
- 卒業式

## 主な活動
- 学校の正門、裏門、西初石中学校正門、裏門の四ヶ所であいさつ運動を行っている。

## 部活動
運動部
- 運動部

文化部
- 音楽部

## 主な卒業生
- 大谷秀和-サッカー選手（柏レイソル所属）

## 交通
- 東武鉄道野田線初石駅徒歩10分